# Emmerich Doninger

Ehrenbürger-Feier für Richard Billinger am 4. Oktober 1961. Links nach rechts: Pfarrer Josef Vösenhuber aus St. Marienkirchen, Pater Emmerich Doninger (stehend), Richard Billinger.

Emmerich Doninger OCist (* 22. September 1914 in Allerding, Gemeinde St. Florian am Inn; † 10. März 1964 in Linz) war ein österreichischer Ordenspriester, Pädagoge, Maler und Mundartautor.

## Leben und Wirken
Doninger wuchs in Taufkirchen an der Pram auf, legte 1934 die Matura am Stiftsgymnasium Wilhering ab und trat als Novize in den Orden der Zisterzienser in Stift Wilhering ein, wo er 1939 zum Priester geweiht wurde und 1940 sein Theologiestudium in Linz abschloss.
Anschließend unterrichtete er Altgriechisch, Latein und Kunsterziehung am Stiftsgymnasium, nach Schließung des Klosters ging er als Kooperator nach Sierning. Während des Zweiten Weltkriegs war er Sanitäter in Russland und in der Ukraine.
Nach 1945 studierte er an der Akademie der bildenden Künste Wien sowie Griechisch und Latein an der Universität Wien. Nach einem Probejahr am Bundesgymnasium in Linz unterrichtete er ab 1951 am Stiftsgymnasium Wilhering. 1955 schloss er als akademischer Maler seine Kunststudien ab und gewann mit seiner Komposition zum Thema "Die Bekehrung des Äthiopiers" die Goldene  Füger-Medaille. Er war Mitglied der Innviertler Künstlergilde.

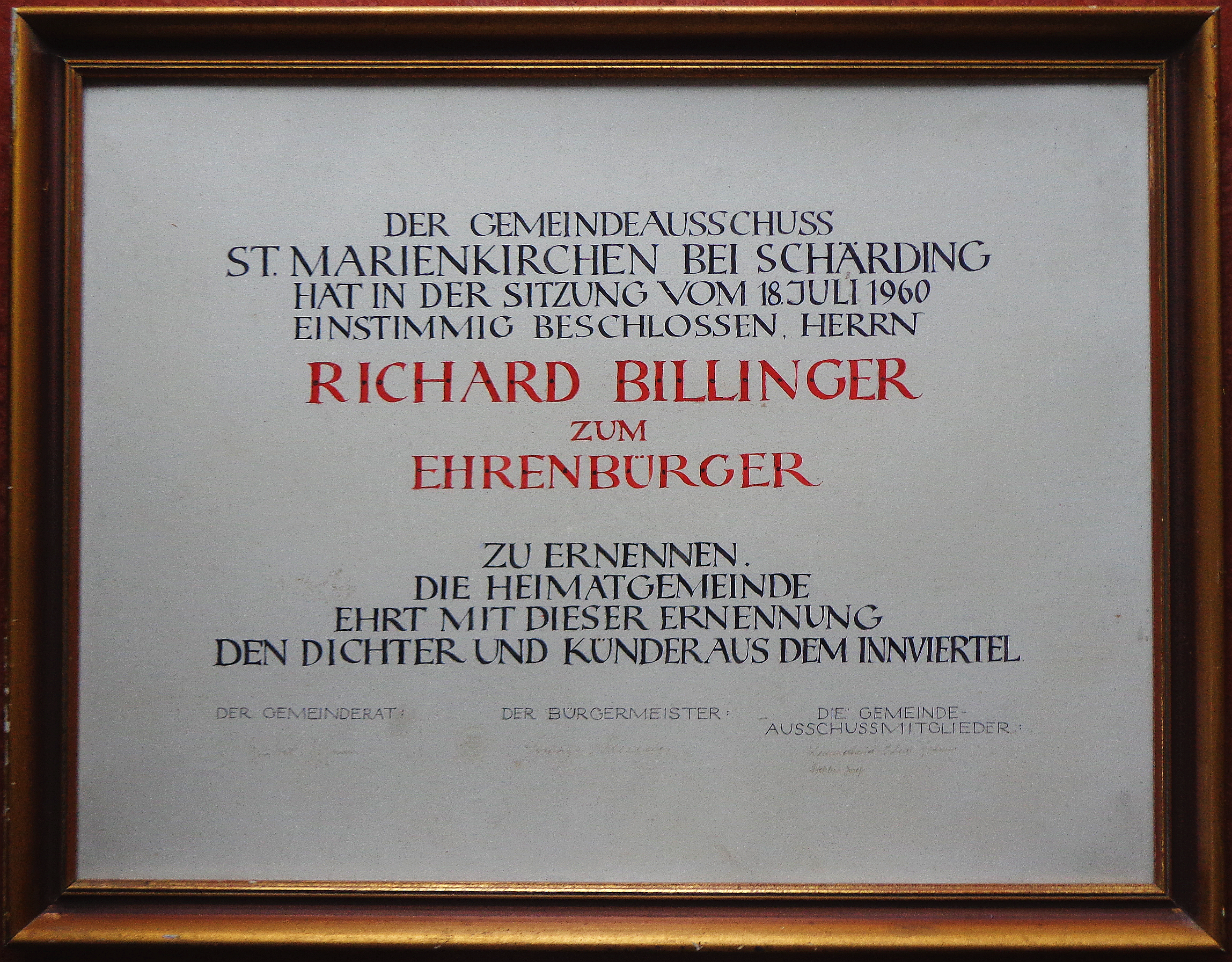
Emmerich Doninger, Ehrenbürgerurkunde für Richard Billinger (1960)

Im Auftrag der Gemeinde St. Marienkirchen bei Schärding schuf Doninger die Ehrenbürgerurkunde für Richard Billinger.
Emmerich Doninger ist begraben auf dem Mönchsfriedhof des Stiftes Wilhering.

## Publikationen
Nach 1955 begann Doninger mit einer schriftstellerischen Tätigkeit, deren Ergebnisse posthum veröffentlicht wurden.
- Hoamzua. Gedichte in oberösterreichischer Mundart, Lebendiges Wort – Band 35, Verlag Welsermühl, Wels 1969.
- Hoamatlich gsunga. Gedichte in oberösterreichischer Mundart (Innviertel), Lebendiges Wort – Band 155, Verlag Welsermühl, Wels 1980, ISBN 3-85339-516-3.